# ایم اودوکا
ایم اودوکا (انگلیسی: Ime Udoka؛ زادهٔ ۹ اوت ۱۹۷۷) بازیکن بسکتبال اهل ایالات متحده آمریکا است. از باشگاه‌هایی که در آن بازی کرده‌است می‌توان به پورتلند تریل بلیزرز، سن آنتونیو اسپرز، لس آنجلس لیکرز، ساکرامنتو کینگز، و نیویورک نیکس اشاره کرد. وی در مسابقات کشوری و بین‌المللی در مجموع برندهٔ ۲ مدال برنز شده‌است.